# 山形県中学校の廃校一覧
山形県中学校の廃校一覧（やまがたけんちゅうがっこうのはいこういちらん）は、山形県内の廃校となった中学校の一覧。対象となるのは、学制改革（1947年）以降に廃校となった中学校とその分校である。学校名は廃校当時のもの。廃校時に中学校が所在していた自治体がその後合併により消滅している場合は、現行の自治体に含む。また現在休校中の県内の中学校も、その多くは実質上、廃校と同じ状態にあるので参考として記載する。
（）内は、廃校（もしくは、休校）になった年。

## 山形市
- 山形市立南沼原中学校（1956年山形市立第三中学校南沼原分校となり、1958年廃校）[1]
- 山形市立大郷中学校（1959年統合により山形市立第七中学校へ）[2]
- 山形市立出羽中学校（同上）[2]
- 山形市立明治中学校（同上）[2]
- 山形市立西山形中学校（1972年統合により山形市立第八中学校へ）[3]
- 山形市立村木沢中学校（同上）[3]
- 山形市立大曽根中学校（同上）[3]
- 山形市立本沢中学校（1975年南山形中と統合し山形市立第九中学校へ）[4]
- 山形市立南山形中学校（1975年本沢中と統合し第九中へ）[4]
- 山形市立第一中学校〈旧〉（1979年東沢中と統合し山形市立第一中学校〈新〉へ）[5]
- 山形市立東沢中学校（1979年第一中〈旧〉と統合し第一中〈新〉へ）[5]
- 日本大学山形中学校（2014年）[6]

## 米沢市
- 米沢市立愛宕中学校（1954年米沢市立第三中学校へ統合）[7]
- 米沢市立南原中学校〈初代〉（1956年関中と統合し南原中〈2代目〉へ）[8]
- 米沢市立関中学校（1956年南原中〈初代〉と統合し南原中〈2代目〉へ）[8]
- 米沢市立山上中学校（1963年万世中の一部と統合し米沢市立第五中学校へ）[9]
- 米沢市立広井郷中学校（1965年窪田中と統合し米沢市立第六中学校へ）[9]
- 米沢市立窪田中学校（1965年広井郷中と統合し第六中へ）[9]
- 米沢市立三沢東部中学校（1979年第三中三沢東部分室となり、1980年廃止）[9]
- 米沢市立三沢西部中学校（1979年第三中三沢西部分室となり、1980年廃止）[9]
- 米沢市立万世中学校（2000年上郷中と統合し米沢市立第七中学校へ）[10]
- 米沢市立上郷中学校（2000年万世中と統合し第七中へ）[10]
- 米沢市立第五中学校松原分校（2009年休校、2025年本校が廃校）[9]
- 米沢市立第五中学校（2025年米沢市立第一中学校へ統合）
- 米沢市立南原中学校綱木分校（2009年休校[8]、2019年本校が廃校）
- 米沢市立南原中学校〈2代目〉（2019年米沢市立第二中学校へ統合）[11]
- 広幡村立広幡中学校（1951年統合により組合立広井郷中学校へ）[9]
- 六郷村立六郷中学校（同上）[9]
- 塩井村立塩井中学校（同上）[9]

## 鶴岡市
- 鶴岡市立斎中学校（1970年鶴岡第三中〈初代〉へ統合）[12]
- 鶴岡市立鶴岡第三中学校〈初代〉（1974年黄金中と統合し鶴岡市立鶴岡第三中学校〈2代目〉へ）[12]
- 鶴岡市立黄金中学校（1974年鶴岡第三中〈初代〉と統合し鶴岡第三中〈2代目〉へ）[12]
- 鶴岡市立大泉中学校（1981年鶴岡市立鶴岡第一中学校へ統合）[13]
- 鶴岡市立上郷中学校（同上）[13]
- 鶴岡市立加茂中学校[14]（1997年統合により鶴岡市立鶴岡第五中学校へ）
- 鶴岡市立大山中学校[14]（同上）
- 鶴岡市立西郷中学校[14]（同上）
- 温海町立五十川中学校（1993年温海中〈初代〉へ統合）
- 温海町立菅野代中学校（同上）
- 温海町立山戸中学校（同上）
- 温海町立温海中学校〈初代〉（1998年統合により鶴岡市立温海中学校〈当時：温海町立〉へ）[15]
- 温海町立念珠関中学校（同上）[15]
- 温海町立福栄中学校（同上）[15]
- 朝日村立本郷中学校（1958年9月1日東岩本中と統合し鶴岡市立朝日中学校〈当時：朝日村立〉南校舎となり、12月1日完全統合）[16]
- 朝日村立東岩本中学校（1958年9月1日本郷中と統合し朝日中北校舎となり、12月1日完全統合）[16]
- 朝日村立大網中学校（1966年朝日中へ統合）[16]
- 朝日村立大泉中学校（1973年朝日中へ統合）[16]
- 朝日村立大鳥中学校（1977年朝日中へ統合）[16]
- 朝日村立朝日中学校升形分校（1978年）[16]
- 羽黒町立大東中学校（1961年統合により鶴岡市立羽黒中学校〈当時：羽黒町立〉へ） [注釈 1]
- 羽黒町立泉中学校（同上）
- 羽黒町立広瀬中学校（同上）

## 酒田市
- 酒田市立南遊佐中学校（1955年鳥海中へ統合）[17]
- 酒田市立袖浦中学校（1957年広野中と統合し酒田市立第四中学校へ）[18]
- 酒田市立広野中学校（1957年袖浦中と統合し第四中へ）[18]
- 酒田市立新堀中学校（1960年第四中へ統合）[18]
- 酒田市立西荒瀬中学校（1961年第一中の一部と統合し第五中へ）[17]
- 酒田市立西荒瀬中学校分校（1961年5月5日第五中へ統合）
- 酒田市立東平田中学校（1970年平田中へ統合）[19]
- 酒田市立浜中中学校（1975年第四中へ統合）[18]
- 酒田市立第一中学校南分校（1979年5月21日）
- 酒田市立八幡中学校（2010年鳥海中と統合し酒田市立鳥海八幡中学校へ）[20]
- 酒田市立鳥海中学校（2010年八幡中と統合し鳥海八幡中へ）[20]
- 酒田市立第一中学校〈旧〉（2011年第五中と統合し酒田市立第一中学校〈新〉へ）[21]
- 酒田市立第五中学校（2011年第一中〈旧〉と統合し第一中〈新〉へ）[21]
- 酒田市立第二中学校〈旧〉（2011年平田中と統合し酒田市立第二中学校〈新〉へ）[19]
- 酒田市立平田中学校（2012年第二中〈旧〉と統合し第二中〈新〉へ）[19]
- 酒田市立飛鳥中学校（2014年松山中と統合し酒田市立東部中学校へ）[22]
- 酒田市立松山中学校（2014年飛鳥中と統合し東部中へ）[22]
- 本楯村立本楯中学校（1949年上田中と統合し鳥海中へ）
- 上田村立上田中学校（1949年本楯中と統合し鳥海中へ）
- 上郷村立上郷中学校（1950年に地見興屋中と山寺中に分割）[23]
- 松嶺町立松嶺中学校（1951年統合により酒田市立松山中学校〈当時：上郷村・松嶺町・内郷村組合立〉へ）[23]
- 内郷村立内郷中学校（同上）[23]
- 上郷村立地見興屋中学校（同上）[23]
- 上郷村立山寺中学校（同上）[23]
- 中平田村立中平田中学校（1953年北平田中と統合し組合立平田中へ）
- 北平田村立北平田中学校（1953年中平田中と統合し平田中へ）
- 平田村立田沢中学校（1958年北俣中と統合し高畑中へ）[24]
- 平田村立北俣中学校（1958年田沢中と統合し高畑中へ）[24]
- 平田町立高畑中学校（1972年南平田中と統合し飛鳥中へ）[24]
- 平田町立南平田中学校（1972年高畑中と統合し飛鳥中へ）[24]
- 八幡町立大沢中学校（1961年八幡中へ統合）[24]
- 八幡町立日向中学校（1961年八幡中へ統合）[24]

## 新庄市
- 新庄市立萩野中学校〈2代目〉（2016年新庄市立萩野小学校と統合し義務教育学校の新庄市立萩野学園へ）[25]
- 萩野村立萩野中学校〈初代〉（1949年泉田中と統合し萩野中〈2代目〉へ）[26]
- 萩野村立泉田中学校（1949年萩野中〈初代〉と統合し萩野中〈2代目〉へ）[26]
- 新庄市立明倫中学校（2021年沼田小学校、北辰小学校と統合して小中一貫校の新庄市立明倫学園が開校）[27]

## 寒河江市
- 寒河江市立西根中学校（1968年寒河江中の一部および三泉中と統合し寒河江市立陵東中学校西根校舎となり、1970年完全統合）[28]
- 寒河江市立三泉中学校（1968年寒河江中の一部および西根中と統合し陵東中三泉校舎となり、1970年完全統合）[28]
- 寒河江市立寒河江中学校（1971年柴橋中と統合し寒河江市立陵南中学校へ）[29]
- 寒河江市立柴橋中学校（1971年寒河江中と統合し陵南中へ）[29]
- 寒河江市立高松中学校（1977年白岩中と統合し寒河江市立陵西中学校へ）[30]
- 寒河江市立白岩中学校（1977年高松中と統合し陵西中へ）[30]

## 上山市
- 上山市立上山中学校（1971年上山市立北中学校と上山市立南中学校へ分割）[31][32]
- 上山市立中川中学校（1971年北中へ統合）[31]
- 上山市立西郷中学校（1971年南中へ統合）[32]
- 上山市立山元中学校（2009年）[33]

## 村山市
- 村山市立富並中学校（1959年山ノ内中と統合し大高根中へ）[34]
- 村山市立山ノ内中学校（1959年富並中と統合し大高根中へ）[34]
- 村山市立楯岡中学校〈旧〉（2005年統合により村山市立楯岡中学校〈新〉へ）[35]
- 村山市立西郷中学校（同上）[35]
- 村山市立袖崎中学校（同上）[35]
- 村山市立葉山中学校〈旧〉（2005年統合により村山市立葉山中学校〈新〉へ）[36]
- 村山市立戸沢中学校（同上）[36]
- 村山市立大高根中学校（同上）[36]

## 長井市
- 長井市立伊佐沢中学校（1970年長井中へ統合）[37]
- 長井市立長井中学校（1982年長井市立長井北中学校[38]と長井市立長井南中学校[39]へ分割）
- 長井市立致芳中学校（1982年長井中の一部・西根中と統合し長井北中へ）[38]
- 長井市立西根中学校（1982年長井中の一部・致芳中と統合し長井北中へ）[38]
- 長井市立平野中学校（1982年長井中の一部・豊田中と統合し長井南中へ）[39]
- 長井市立豊田中学校（1982年長井中の一部・平野中と統合し長井南中へ）[39]

## 天童市
- 天童市立第一中学校〈初代〉（天道中から改称[40]、1967年統合により天童市立第二中学校〈新〉本校舎となり、1969年完全統合[41]）[注釈 2]
- 天童市立第二中学校〈旧〉（山口中から改称[40]、1967年統合により第二中〈新〉第二校舎となり、1969年完全統合[41]）
- 天童市立第八中学校（田麦野中から改称[40]、1967年統合により第二中〈新〉第八校舎となり、1969年完全統合[41]）

## 東根市
- 東根町立東根第一中学校（1949年東根第二中と統合し東根中〈現：東根市立第一中学校〉へ）[42]
- 東根町立東根第二中学校（1949年東根第一中と統合し東根中へ）[42]
- 東根町立小田島中学校（1958年長瀞中と統合し第二中〈現：東根市立第二中学校〉へ）[43]
- 東根町立長瀞中学校（1958年小田島中と統合し第二中へ）[43]
- 東根市立東郷中学校（1962年高崎中と統合し東根市立第三中学校へ）[44]
- 東根市立高崎中学校（1962年東郷中と統合し第三中へ）[44]

## 尾花沢市
- 尾花沢市立牛房野中学校（1967年尾花沢市立尾花沢中学校へ統合）[45]
- 尾花沢市立鶴子中学校（2010年）[46]
- 尾花沢市立宮沢中学校（2012年尾花沢中へ統合）[45]
- 尾花沢市立常盤中学校（2015年尾花沢中へ統合）[45]
- 尾花沢市立玉野中学校（2020年尾花沢中へ統合）[45]
- 宮沢村立明徳中学校（1951年高橋中と統合し宮沢中へ）[47]
- 宮沢村立高橋中学校（1951年明徳中と統合し宮沢中へ）[47]

## 南陽市
- 南陽市立吉野中学校（2009年休校、2010年南陽市立宮内中学校〈新〉へ統合）[48]
- 南陽市立宮内中学校〈旧〉（2010年統合により宮内中〈新〉へ）[48]
- 南陽市立漆山中学校（同上）[48]
- 南陽市立赤湯中学校〈旧〉（2010年中川中と統合し南陽市立赤湯中学校〈新〉へ）[49]
- 南陽市立中川中学校（2010年赤湯中〈旧〉と統合し赤湯中〈新〉へ）[49]
- 南陽市立沖郷中学校〈旧〉（2010年梨郷中と統合し南陽市立沖郷中学校〈新〉へ）[50]
- 南陽市立梨郷中学校（2010年沖郷中〈旧〉と統合し沖郷中〈新〉へ）[50]
- 宮内町立金山中学校（1958年宮内中へ統合）

## 東村山郡
- 中山町立長崎中学校（1965年中山町立中山中学校へ統合[51]）
- 中山町立豊田中学校（1965年中山中へ統合）[51]
- 山辺町立大寺中学校（1955年山辺中〈初代〉へ統合）[52]
- 山辺町立山辺中学校〈初代〉（1962年相模中と統合し山辺町立山辺中学校〈2代目〉へ）[52]
- 山辺町立相模中学校（1962年山辺中〈初代〉と統合し山辺中〈2代目〉へ）[52]
- 山辺町立作谷沢中学校嶽原分校（2008年）[53]
- 山辺町立中中学校（2012年山辺中へ統合）[52]
- 山辺町立作谷沢中学校（2021年山辺中へ統合）[54]

## 西村山郡
- 西川町立東部中学校（2002年統合により西川町立西川中学校へ）[55]
- 西川町立西部中学校（同上）[55]
- 西川町立大井沢中学校（同上）[55]
- 朝日町立宮宿中学校（1977年統合により朝日町立朝日中学校へ）[56]
- 朝日町立大谷中学校（同上）[56]
- 朝日町立西五百川中学校（同上）[56]
- 大江町立左沢中学校（1976年統合により大江町立大江中学校へ）[57]
- 大江町立本郷中学校（同上）[57]
- 大江町立七軒中学校（同上）[57]
- 河北町立西里中学校（1979年統合により河北町立河北中学校へ）[注釈 3]
- 河北町立溝延中学校（同上）
- 河北町立谷地中学校（同上）
- 河北町立北谷地中学校（同上）

## 北村山郡
- 大石田町立大石田第一中学校（2010年亀井田中と統合し大石田町立大石田中学校へ）[58]
- 大石田町立亀井田中学校（2010年大石田第一中と統合し大石田中へ）[58]

## 最上郡
- 最上町立瀬見中学校（1986年統合により最上町立最上中学校へ）[59]
- 最上町立西中学校（同上）[59]
- 最上町立東中学校（同上）[59]
- 最上町立富沢中学校（同上）[59]
- 舟形町立舟形中学校〈旧〉（1983年堀内中と統合し舟形町立舟形中学校〈新〉へ）[60]
- 舟形町立堀内中学校（1983年舟形中〈旧〉と統合し舟形中〈新〉へ）[60]
- 舟形町立長沢中学校（1998年舟形中へ統合）[60]
- 大蔵村立永松中学校（1961年）[61]
- 大蔵村立南山中学校（1972年大蔵中〈初代〉へ統合）[62]
- 大蔵村立大蔵中学校〈初代〉（2009年統合により大蔵村立大蔵中学校〈2代目〉へ）[61]
- 大蔵村立沼台中学校（同上）[61]
- 大蔵村立肘折中学校（同上）[61]
- 鮭川村立鮭川中学校〈旧〉（2006年大豊中と統合し鮭川村立鮭川中学校〈新〉へ）[63]
- 鮭川村立大豊中学校（2006年鮭川中〈旧〉と統合し鮭川中〈新〉へ）[63]
- 戸沢村立戸沢中学校〈初代〉（2013年角川中と統合し戸沢中〈2代目〉へ）[64]
- 戸沢村立角川中学校（2013年戸沢中〈初代〉と統合し戸沢中〈2代目〉へ）[64]
- 戸沢村立戸沢中学校〈2代目〉（2021年戸沢小学校と統合し戸沢村立戸沢学園へ）[64]
- 真室川町立安楽城中学校（1983年真室川町立真室川中学校へ統合）[65]
- 真室川町立及位中学校（2013年真室川中へ統合）[65]

## 東置賜郡
- 高畠町立高畠中学校〈初代〉（1958年9月1日二井宿中と統合し高畠町立第一中へ）[66]
- 高畠町立二井宿中学校（1958年9月1日高畠中〈初代〉と統合し高畠町立第一中へ）[66]
- 高畠町立亀岡中学校（1958年和田中と統合し高畠町立第三中へ）
- 高畠町立和田中学校（1958年亀岡中と統合し高畠町立第三中へ）
- 高畠町立第一中学校（2016年統合により高畠町立高畠中学校〈2代目〉へ）[67]
- 高畠町立第二中学校（同上）[67]
- 高畠町立第三中学校（同上）[67]
- 高畠町立第四中学校（同上）[67]
- 川西町立玉庭中学校東沢分校（1984年）[68]
- 川西町立川西中学校〈初代〉（1996年大塚中と統合し川西町立第一中へ）
- 川西町立大塚中学校（1996年川西中〈初代〉と統合し川西町立第一中へ）
- 川西町立中都中学校（1996年吉島中と統合し川西町立第二中へ）
- 川西町立吉島中学校（1996年中都中と統合し川西町立第二中へ）
- 川西町立第一中学校（2011年統合により川西町立川西中学校〈2代目〉へ）[69]
- 川西町立第二中学校（同上）[69]
- 川西町立玉庭中学校（同上）[69]

## 西置賜郡
- 白鷹町立荒砥中学校（1971年統合により東中へ）[70]
- 白鷹町立鷹山中学校（同上）[70]
- 白鷹町立東根中学校（同上）[70]
- 白鷹町立蚕桑中学校（1971年統合により西中へ）[71]
- 白鷹町立鮎貝中学校（同上）[71]
- 白鷹町立東中学校（2015年西中と統合し白鷹町立白鷹中学校へ）[71]
- 白鷹町立西中学校（2015年東中と統合し白鷹中へ）[71]
- 小国町立玉川中学校（2006年小国町立小国中学校へ統合）[72]
- 小国町立小玉川中学校（同上）[72]
- 小国町立白沼中学校（2012年小国中へ統合）[72]
- 小国町立北部中学校（2013年小国中へ統合）[72]
- 飯豊町立中部中学校（1958年統合により飯豊町立飯豊中学校へ）[73]
- 飯豊町立東部中学校（同上）[73]
- 飯豊町立西部中学校（同上）[73]
- 飯豊町立中津川中学校（2013年飯豊中へ統合）[73]

## 東田川郡
- 余目町立余目中学校（旧）（1950年統合により組合立余目中学校へ）[74]
- 常万村立常万中学校（同上）[74]
- 八栄里立八栄里中学校（同上）[74]
- 栄村立栄中学校（同上）[74]
- 大和村立大和中学校（1953年十六合中と統合し組合立和合中学校へ）[74]
- 十六合村立十六合中学校（1953年大和中と統合し和合中へ）[74]
- 余目町立和合中学校（1973年庄内町立余目中学校〈当時：余目町立〉へ統合）[74]

## 飽海郡
- 遊佐町立吹浦中学校（1958年高瀬中と統合し菅里中へ）[75]
- 遊佐町立高瀬中学校（1958年吹浦中と統合し菅里中へ）[75]
- 遊佐町立遊佐中学校〈旧〉（1993年統合により遊佐町立遊佐中学校〈新〉へ）[76]
- 遊佐町立藤崎中学校（同上）[76]
- 遊佐町立菅里中学校（同上）[76]